# Кадун Микола Васильович
Микола Васильович Кадун (15 травня 1919, Батурин — 27 липня 1944, Тирасполь) — радянський військовик, Герой Радянського Союзу (1944), учасник німецько-радянської війни, майор РСЧА.

## Біографія

Пам'ятник М. В. Кадуну в Батурині. Скульптор Олександр Ситник.

Микола Кадун народився 5 травня 1919 року у селі Батурині (нині — місто в Бахмацькому районі Чернігівської області). Закінчив вісім класів місцевої школи. У 1936 році призваний на службу в Робітничо-селянську Червону Армію. 1938 року закінчив Ленінградське військове артилерійське училище. З липня 1941 року — на фронтах німецько-радянської війни. Брав участь в боях на Південно-Західному і 3-му Українському фронтах. До грудня 1943 року гвардії капітан Микола Кадун командував дивізіоном 103-го гвардійського гарматного артилерійського полку 6-ї армії 3-го Українського фронту.
10 — 15 грудня 1943 року дивізіон М. Кадуна брав участь в боях на плацдармі на західному березі Дніпра, на північний захід від Запоріжжя. Під час боїв відбив велику кількість німецьких контратак, знищивши кілька артилерійських батарей, більше 10 танків, 5 бронемашин, значну кількість солдатів і офіцерів противника. Коли німецькі війська прорвалися до його командного пункту, Кадун викликав по радіо вогонь на себе. Незважаючи на отримане поранення, він продовжував керувати діями свого дивізіону.
Указом Президії Верховної Ради СРСР від 3 червня 1944 року за «зразкове виконання бойових завдань командування і проявлені при цьому мужність і героїзм» гвардії капітан Микола Кадун був удостоєний високого звання Героя Радянського Союзу. А ось Орден Леніна і  медаль «Золота Зірка» він отримати не встиг, оскільки в одному з боїв на території Молдавської РСР отримав тяжке поранення й помер 27 липня 1944 року. Похований в Тирасполі.
Був також нагороджений орденами Вітчизняної війни 1-го і 2-го ступенів, орденом Червоної Зірки.
У 1975 році в Батурині на території середньої школи встановлено погруддя Героя Радянського Союзу роботи скульптора Олександра Ситника, 1990 року — погруддя на території Бахмацької автошколи (м. Бахмач). Бахмацька автошкола та одна із вулиць Батурина носять ім'я М. В. Кадуна.